# Питерс, Мэйси
Мэйси Ханна Питерс (англ. Maisie Hannah Peters; род. 28 мая 2000 года) — английская певица, автор-исполнитель. После самостоятельного выпуска двух синглов она подписала контракт с Atlantic Records, с которым выпустила два EP и второй саундтрек к британскому комедийному сериалу «Попытка».
В 2021 году она покинула Atlantic и подписала контракт с лейблом Эда Ширана Gingerbread Man Records . Вскоре после этого она выпустила свой дебютный студийный альбом You Signed Up for This. Свой второй альбом The Good Witch Питерс выпустила в июне 2023 года. С альбомом The Good Witch Питерс стала самой молодой сольной британской исполнительницей за почти десятилетие, возглавившей чарты альбомов Великобритании.

## Ранняя жизнь
Мэйси Ханна Питерс родилась 28 мая 2000 года в небольшом городке в Западном Сассексе, Англия, в семье учительницы и работника связи. У неё есть сестра-близнец Эллен, которая вместе с Мэйси снималась в различных видеороликах на YouTube и стала вдохновением для песни Мейси «Brooklyn».
Питерс начала петь примерно в восемь лет, выступая в хорах. Свою первую песню она написала в девять лет, а регулярно писать песни начала в 12 лет, после того как взяла у подруги гитару для школьного проекта. Она училась в Steyning Grammar School, где в 2015 году победила на ежегодном шоу талантов, исполнив собственную композицию «Electric». В 15 лет она начала выступать на улицах Брайтона и загружать оригинальные песни на YouTube. Она также обучалась актёрскому мастерству в Ariel Company Theatre.

## Карьера
В возрасте 15 лет в 2016 году Питерс выступила со своим первым записанным шоу, исполнив несколько собственных песен на The Ayala Show. В августе 2017 года Питерс самостоятельно выпустила свой дебютный сингл «Place We Were Made». Четыре месяца спустя она выпустила второй сингл, «Birthday». Песни привлекли внимание в инди-поп кругах, а «Place We Were Made» была названа песней недели BBC Introducing в начале 2018 года. После такого внимания Питерс подписала контракт с Atlantic Records UK. Под эгидой Atlantic она выпустила различные синглы, в частности «Worst Of You», а также два EP: Dressed Too Nice for a Jacket и It’s Your Bed Babe, It’s Your Funeral.
В 2020 году Питерс внесла песню «Smile» в альбом саундтреков Birds of Prey: The Album к фильму «Хищные птицы: Потрясающая история Харли Квинн». Она также была объявлена в качестве исполнителя на разогреве в туре Найла Хорана Nice to Meet Ya Tour на гастролях в Европе. Однако эти концерты были отменены из-за пандемии COVID-19. В 2021 году Питерс выпустила работу для другого саундтрека, на этот раз для оригинального сериала Apple TV+ «Попытка». Она написала и исполнила все песни, а в песне «Funeral» принял участие британский исполнитель Джеймс Бэй. Примерно в это же время Питерс создала книжный онлайн-клуб через Instagram.
15 июня 2021 года Питерс покинула Atlantic Records и подписала контракт с Gingerbread Man Records Эда Ширана. Под этим лейблом она выпустила свой дебютный альбом You Signed Up for This 27 августа 2021 года. Альбом дебютировал на второй позиции в чарте альбомов Великобритании и стал самым продаваемым альбомом в независимых музыкальных магазинах Великобритании за ту неделю. С первыми двумя синглами альбома, «John Hughes Movie» и «Psycho», Питерс достигла своих первых позиций в чарте синглов Великобритании. В 2022 году Питерс отправилась в своё первое хедлайнерское турне по США. Позже в том же году она присоединилась к туру Ширана «+-=÷x» в качестве исполнителя на разогреве. Во время турне она выпустила синглы «Cate’s Brother», «Blonde», «Good Enough» и «Not Another Rockstar». Позже Питерс объявила, что в апреле 2023 года она отправится в турне по Великобритании.
27 января 2023 года Питерс выпустила «Body Better», лид-сингл со своего второго альбома, назвав его одной из своих «самых честных песен в жизни». Вслед за этим, 15 февраля 2023 года, Питерс объявила о выпуске своего второго альбома The Good Witch вместе с его трек-листом, который был выпущен 23 июня 2023 года, описав его как свою собственную «извращённую версию альбома о расставании». С этим альбомом Питерс стала самой молодой сольной британской исполнительницей почти за десятилетие, занявшей первое место в британских чартах после Эллы Хендерсон в 2014 году. 27 октября 2023 года она выпустила делюкс-версию, в которую вошли шесть дополнительных композиций. Питерс получила первую в истории премию Rolling Stone UK «За прорыв» в 2023 году. Питерс дебютировала в кино в романтической комедии Amazon Prime 2024 года «Как встречаться с Билли Уолшем» в роли самой себя. Питерс открывала тур Тейлор Свифт The Eras Tour на стадионе Уэмбли 19 августа 2024 года. Питерс должна была выступить на разогреве у Келси Баллерини в её североамериканском туре по стадионам, но отказалась от участия. В качестве одной из главных причин она назвала приоритет своего психического здоровья, а также желание как можно лучше завершить работу над третьим студийным альбомом.

## Артистизм и влияния
Питерс обладает голосом сопрано . Сама себя она называет «большой поклонницей Тейлор Свифт», считая, что Свифт оказала «формирующее» влияние на ее музыку и выражает восхищение англо-ирландскому гёрлз-бэнду Girls Aloud и английской певицей Лили Аллен. Своим литературным влиянием она называет Ф. Скотта Фицджеральда и Донну Тартт. Она также упомянула Arctic Monkeys , My Chemical Romance, All Time Low и Fall Out Boy, оказавшие влияние на её поп-рок-песни.

## Дискография
См.  также en:List of songs recorded by Maisie Peters в английском разделе
- You Signed Up for This (2021)
- The Good Witch (2023)

## Фильмография
| Год  | Название                       | Роль              | Примечания                                    |
| ---- | ------------------------------ | ----------------- | --------------------------------------------- |
| 2020 | Попытка Сезон 1                | Уличный музыкант  | Приглашённая звезда; Эпизод: «Бывшая девушка» |
| 2021 | Попытка Сезон 2                | Уличный музыкант  | Приглашённая звезда; Эпизод: «Вертолёты»      |
| 2022 | Never Mind the Buzzcocks       | В роли самой себя | Эксперт; 1 эпизод                             |
| 2024 | Как встречаться с Билли Уолшем | В роли самой себя | Камео                                         |

## Туры

### Главный исполнитель
- Maisie Peters UK Tour (2019)[40]
- Maisie Peters NA Tour (2019)[41]
- You Signed Up For This NA tour (2022)[26]

- I'm Telling The Whole Of America Tour (2022)[42]
- Maisie Takes Australia and New Zealand (2023)[43]
- Maisie Takes Japan Tour (2023)[44]
- Road to Hammersmith Tour (2023)[45]
- Maisie Takes Europe Tour (2023)[46]
- The Good Witch Comes to North America (2023)[47]
- Road to Wembley Tour (2023)[48]
- The Good Witch Comes to Europe (2024)[49]
- The Good Witch Comes to Australia (2024)[50]

### Акустические выступления
- You Signed Up For These Record Store Shows (2021)[51]
- An Evening With The Good Witch (UK) (2023)[52]
- The Good Witch Comes To A Record Store Near You (US) (2023)[53]

### На разогреве
- Тур Mahalia[англ.] (даты по Великобритании) (2017)
- Тур Тома Уолкера (концерты в Великобритании и Европе) (2018)
- Эд Ширан — The Mathematics Tour[англ.] (2022–2025)
- Coldplay — Music of the Spheres World Tour[англ.] (Европейские даты) (2024)
- Ноа Кахн[англ.] — The Stick Season (We'll All Be Here Forever) Tour[англ.] (Европейские даты) (2024)
- Тейлор Свифт — The Eras Tour (Уэмбли, 19 августа 2024)
- Конан Грей — Found Heaven On Tour[англ.] (Американские даты) (2024)

## Награды и номинации
| Награда                         | Год  | Номинации                        | Категория                                                | Результат | Источник |
| ------------------------------- | ---- | -------------------------------- | -------------------------------------------------------- | --------- | -------- |
| Hollywood Music in Media Awards | 2021 | "Neck of the Woods" из «Попытки» | Лучшая оригинальная песня в телешоу/ограниченном сериале | Номинация | [ 54 ]   |
| Rolling Stone UK Awards         | 2023 | Она сама                         | Премия за прорыв                                         | Победа    | [ 33 ]   |
| Trinity College Dublin          | 2023 | Она сама                         | Allii Proelio Award                                      | Победа    | [ 55 ]   |